# Josef Kloock
Josef-Wilhelm Kloock, genannt Josef Kloock (* 31. Juli 1935 in Zülpich; † 29. Mai 2023 in Erftstadt), war ein deutscher Ökonom und Professor für Betriebswirtschaftslehre am Seminar für Allgemeine Betriebswirtschaftslehre der Universität zu Köln.

## Werdegang
Kloock besuchte ein Humanistisches Gymnasium. Danach studierte er Mathematik, Physik und Betriebswirtschaftslehre ab 1956 zunächst in Göttingen, dann in Köln. Sein Diplom erwarb er 1963 in Mathematik wirtschaftswissenschaftlicher Richtung in Köln. Dort wurde er 1967 unter Hans Münstermann über das wirtschaftswissenschaftliche Thema Betriebswirtschaftliche Input-Output-Modelle – ein Beitrag zur Produktionstheorie zum Dr. rer. pol. promoviert. 1970 habilitierte sich Kloock in Betriebswirtschaft an der Universität Regensburg unter Werner Dinkelbach. Kloock begann 1971 in Regensburg seine Lehrtätigkeit als Universitätsdozent und übernahm zwischen 1971 und 1972 zunächst eine Vertretungsprofessur in Hamburg, bevor er 1972 als ordentlicher Professor für Betriebswirtschaftslehre bzw.Wirtschaftswissenschaften nach Köln zurückkehrte. Hier blieb er bis 1994, um dann an die Martin-Luther-Universität Halle-Wittenberg zu wechseln. Zwischen 1997 und 2001 lehrte er wieder Betriebswirtschaftslehre in Köln, wo er nach dem Wintersemester 2000/2001 emeritiert wurde. Bis 2000 war er Gutachter bei der Deutschen Forschungsgemeinschaft.

## Publikationen
Erste Veröffentlichungen waren Betriebswirtschaftliche Input-Output-Modelle (1969; zugleich Dissertation) und Zur gegenwärtigen Diskussion der betriebswirtschaftlichen Produktionstheorie und Kostentheorie Mit seinen Universitätskollegen Günter Sieben (und Thomas Schildbach/Carsten Homburg) verfasste er das Lehrbuch und Standardwerk Kosten- und Leistungsrechnung, das erstmals 1976 und in zweiter Auflage 1981 erschien. Unter anderem folgten Bilanz- und Erfolgsrechnung (1983), Internes Rechnungswesen und Organisation aus der Sicht des Umweltschutzes, Bilanzpolitik und Maßgeblichkeitsprinzip aus handelsrechtlicher Sicht, Umweltkostenrechnung oder Betriebliches Rechnungswesen (1996). 2010 veröffentlichte er Grundlagen des Rechnungswesens und der Finanzierung.

## Wissenschaftliche Schwerpunkte
Nach ihm ist die von ihm 1969 entwickelte Kloock-Produktionsfunktion vom Typ D benannt. Diese Produktionsfunktion vom Typ D stellt eine Weiterentwicklung der Produktionsfunktion vom Typ C dar und ist eine Verallgemeinerung, aus der sich die Produktionsfunktion vom Typ B und C als Spezialfälle ableiten lassen.
Seine weiteren wissenschaftlichen Schwerpunkte waren internes und externes Rechnungswesen, Investitions-, Kosten- und Produktionstheorie.

## Privates
Josef Kloock entstammt einer Landwirt-Familie. Er war katholisch und heiratete 1964 Elisabeth Schüerhoff. Aus der Ehe gingen drei Kinder hervor. Er lebte zuletzt in Erftstadt (Regierungsbezirk Köln).